# Richard Thomalla
Richard Thomalla (ur. 23 października 1903 w Sowinie, zm. 12 maja 1945 we Valdicach) – niemiecki inżynier budowlany, SS-Hauptsturmführer, zbrodniarz hitlerowski. 
Pełnił różne funkcje w niemieckim aparacie okupacyjnym w Polsce. Pełnił także służbę na okupowanych terenach ZSRR. Od 1940 roku kierował zamojskim biurem Centralnego Zarządu Budowlanego SS i Policji w Lublinie. Sporządził plany architektoniczne obozów zagłady w Bełżcu, Sobiborze i Treblince, a następnie kierował ich budową. Został rozstrzelany przez NKWD niedługo po zakończeniu działań wojennych.

## Życiorys

### Pierwsze lata w SS
Urodził się we wsi Sabine w rejencji opolskiej (ob. Sowin). Z zawodu był inżynierem budowlanym. Biegle posługiwał się zarówno językiem niemieckim, jak i polskim.
W lipcu 1932 roku wstąpił do SS, a miesiąc później został członkiem NSDAP. W SS posiadał numer członkowski 41 206. Odbył obowiązkową służbę wojskową w garnizonach w Niemodlinie i Opolu. W 1935 roku zawarł związek małżeński. Do wybuchu II wojny światowej służył w strukturach SS na Dolnym Śląsku.
We wrześniu 1939 roku w szeregach jednej z Einsatzgruppen uczestniczył w kampanii przeciwko Polsce. Po jej zakończeniu został przydzielony do niemieckiego aparatu okupacyjnego. Przez pewien czas sprawował funkcje kierownicze w strukturach Selbstschutzu. 10 grudnia 1939 roku został mianowany doradcą do spraw wykorzystania żydowskiej siły roboczej w Radomiu. Pod koniec sierpnia 1940 roku otrzymał przeniesienie do dystryktu lubelskiego. Podjął tam służbę w utworzonej przez SS-Brigadeführera Odilo Globocnika „komórce umocnień granicznych” (SS-Grenzsicherungs-Baukommando). Jednostka ta przy wykorzystaniu przymusowej pracy Żydów prowadziła budowę fortyfikacji na ówczesnej granicy niemiecko-sowieckiej (na odcinku biegnącym przez tereny powiatów biłgorajskiego i zamojskiego). Do 21 października 1940 roku Thomalla kwaterował we wsi Bełżec, gdzie znajdowała się siedziba „komórki umocnień granicznych”, a zarazem największy z podległych jej obozów pracy.
Podczas służby w SS-Grenzsicherungs-Baukommando zdobył sobie uznanie przełożonych, dzięki czemu skierowano go do pracy w Centralnym Zarządzie Budowlanym SS i Policji w Lublinie. Jego biuro mieściło się w Zamościu. Po wybuchu wojny niemiecko-sowieckiej, w związku z mianowaniem Globocnika na stanowisko „pełnomocnika Reichsführera-SS ds. utworzenia baz policji i SS na nowym obszarze wschodnim”, został skierowany na okupowane tereny ZSRR. Zajmował się budową „punktów oparcia SS” w Kijowie, Nowogrodzie Wołyńskim i Starokonstantynowie.

### Akcja „Reinhardt”
Jesienią 1941 roku władze niemieckie rozpoczęły przygotowania do masowej eksterminacji polskich Żydów. Pierwszy ośrodek zagłady w Generalnym Gubernatorstwie powstał nieopodal wsi Bełżec. Niewykluczone, że autorem jego planów architektonicznych był Thomalla. Najprawdopodobniej to jemu powierzono także nadzór nad pierwszą fazą prac budowlanych. Do Bełżca miał przybyć pod koniec października 1941 roku i przebywać tam przez blisko miesiąc. W tym czasie w Bełżcu nie było jeszcze żydowskich więźniów, a wszystkie prace były wykonywane przez polskich robotników oraz wschodnioeuropejskich kolaborantów z obozu SS w Trawnikach.
Zimą 1941/42 przebywał często w Lublinie, prawdopodobnie uczestnicząc w opracowaniu planów nowego ośrodka zagłady, tj. obozu w Sobiborze. W marcu 1942 roku osobiście udał się do Sobiboru, aby nadzorować prace budowlane. Miejscowym kolejarzom nakazał pod groźbą kary śmierci, aby utrzymywali „należyty porządek w okolicy” i nie interesowali się zbytnio tym, co jest budowane w pobliskim lesie. Obóz budowali żydowscy robotnicy przymusowi, których sprowadzono z sąsiednich gett. Podczas pracy byli brutalnie bici i nierzadko zabijani. Według Ericha Fuchsa jeszcze przed formalnym uruchomieniem obozu Thomalla uczestniczył próbnym zagazowaniu kilkudziesięciu żydowskich kobiet. W Sobiborze przebywał co najmniej do końca kwietnia 1942 roku.
Kolejnym obozem zagłady, którego budową kierował, była Treblinka. Roboty rozpoczęły się tam 1 czerwca 1942 roku i trwały do 11 lipca. Wszystkie prace były wykonywane przez żydowskich robotników z gett w Węgrowie i Stoczku Węgrowskim oraz przez polskich więźniów z pobliskiego obozu pracy. W czasie, gdy Thomalla nadzorował budowę obozu, jego podwładni nieustannie maltretowali i mordowali żydowskich robotników. Ofiary katowano na śmierć, rozstrzeliwano w zbiorowych i indywidualnych egzekucjach, a nawet celowo przywalano pniami ściętych drzew. Świadkowie szacowali liczbę zamordowanych nawet na kilkanaście tysięcy osób. 
Niektórzy autorzy określają Thomallę mianem pierwszego komendanta obozów w Bełżcu, Sobiborze i Treblince. O ile jednak na etapie budowy obozów rzeczywiście pozostawał on najwyższym rangą spośród obecnych tam esesmanów, o tyle obozy nie były wtedy formalnie uruchomione, a on sam odpowiadał przede wszystkim za sprawny przebieg prac budowlanych.

### Dalsze losy
W 1943 roku kierował przez pewien czas zarządami budowlanymi SS w Rydze i Mohylewie. Uczestniczył także w pacyfikacji Zamojszczyzny. W Zamościu przebywał do czerwca 1944 roku. W ostatnich dniach wojny został ujęty przez Sowietów w okolicach Jiczyna przy granicy polsko-czechosłowackiej. Osadzono go w więzieniu NKWD urządzonym w byłym klasztorze kartuzów w Valdicach. 12 maja 1945 roku został wyprowadzony z celi i najprawdopodobniej rozstrzelany.
W 1957 roku sąd w Neu-Ulm uznał go oficjalnie za zmarłego. Informacja ta nie od razu dotarła jednak do Centrali Badania Zbrodni Narodowosocjalistycznych w Ludwigsburgu, na skutek czego jej śledczy na przełomie 1959/60 roku przez krótki czas bezskutecznie poszukiwali Thomallę.